# NASA AD-1
NASA AD-1 là một mẫu máy bay thuộc chương trình thử nghiệm bay tiến hành giai đoạn 1979-1982 tại Trung tâm nghiên cứu bay Dryden thuộc NASA tại Edwards California, chương trình này thử nghiệm công nghệ cánh máy bay quay nghiêng từ 0 tới 60 độ trong khi bay.

## Tính năng kỹ chiến thuật
Dữ liệu lấy từ Linehan 2011
Đặc tính tổng quát
- Kíp lái: 1
- Chiều dài: 38 ft 10 in (11,83 m)
- Sải cánh: 32 ft 4 in (9,85 m) không xuôi sau cánh cụp, 16 ft 2 in (4,93 m) cánh xòe góc xuôi 60°
- Chiều cao: 6 ft 9 in (2,06 m)
- Diện tích cánh: 93 foot vuông (8,6 m2)
- Kết cấu dạng cánh: NACA 3612-02, 40[2]
- Trọng lượng rỗng: 1.450 lb (658 kg)
- Trọng lượng có tải: 2.145 lb (973 kg)
- Sức chứa nhiên liệu: 80 galông Mỹ (300 l)
- Động cơ: 2 × Microturbo TRS-18 kiểu turbojet, 220 lbf (0,98 kN) thrust mỗi chiếc

Hiệu suất bay
- Vận tốc cực đại: 200 mph (322 km/h; 174 kn)
- Trần bay: 12.000 ft (3.658 m)